# Campeonato Centro
Der Campeonato Centro (dt.: Zentrumsmeisterschaft) war ein spanischer Fußball-Vereinswettbewerb, der vom Madrider Verband 1902 gegründet wurde und an dem in der Folge auch Mannschaften aus diversen anderen zentralspanischen Regionen teilnahmen. Der Wettbewerb diente lange auch als Qualifikationsturnier für die im Pokalmodus ausgetragene Copa del Rey, die bis zur Gründung der Spanischen Meisterschaft im Jahre 1928 der einzige gesamtspanische Wettbewerb war. Im Jahre 1940 wurde der Campeonato Centro zum letzten Mal ausgetragen.

## Geschichte

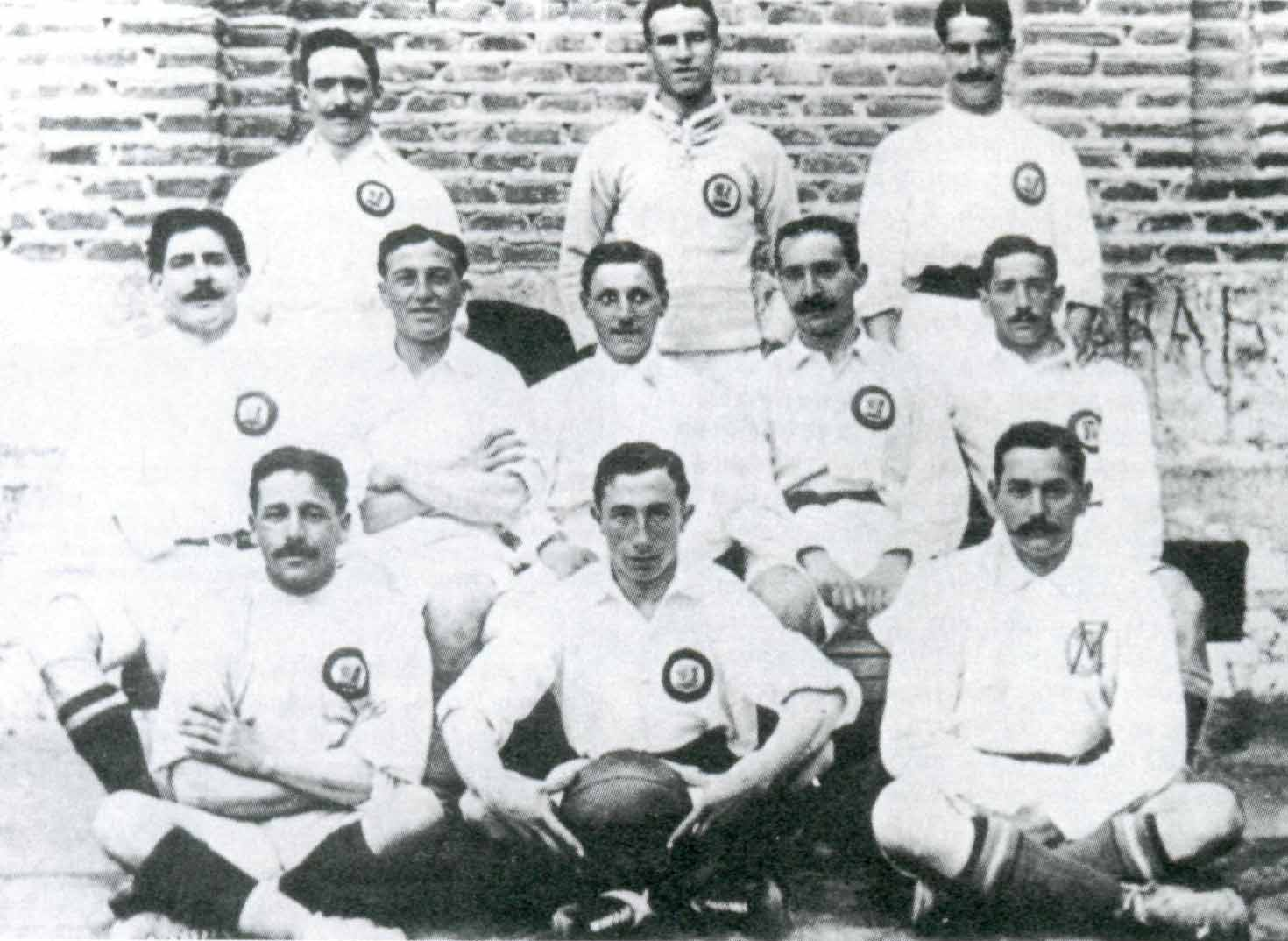
Madrid FC 1905/06

In den frühen Jahren des spanischen Vereinsfußballs gab es noch keine im Ligamodus ausgetragene gesamtstaatliche Meisterschaft, waren doch die langen Reisen zu jener Zeit zu aufwendig und kostspielig für die Klubs. Stattdessen existierten zahlreiche regionale Turniere, deren Sieger an der Copa del Rey teilnehmen durften. In Madrid wurde im Jahr 1903 der regionale Verband Federación Madrileña de Foot-Ball gegründet, und zugleich erstmals eine Stadtmeisterschaft ausgetragen. Sieger war der ein Jahr zuvor gegründete Moderno FC (ein Verein der 1904 mit dem heutigen Real Madrid fusionierte). Im Jahr 1913 traten dem Verband die Vereine aus angrenzenden Regionen Kastiliens (Avila, Ciudad Real, Cuenca, Guadalajara, Segovia und Toledo) bei, er wurde in Federación Castellana de Fútbol umbenannt, das Turnier bekam den Namen Campeonato Centro. Ab dem Jahre 1931 nahmen auch wechselnd Vereine aus Aragonien, Andalusien, La Rioja und Kantabrien am Bewerb teil, weshalb sich auch der Name des Bewerbes mehrmals änderte:

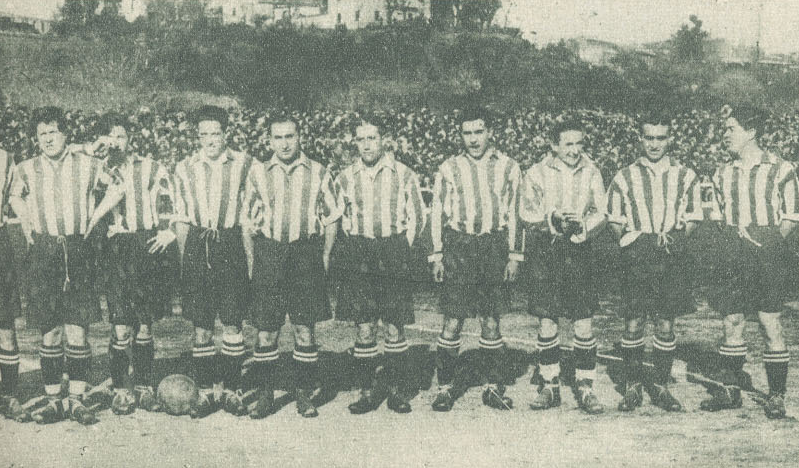
Athletic Club de Madrid 1927

- 1931–1932 Campeonato Mancomunado Centro-Aragón
- 1932–1934 Campeonato Mancomunado Centro-Sur
- 1934–1936 Campeonato Mancomunado Castilla-Aragón
- 1939–1940 Campeonato Mancomunado del Centro

Die Einführung der Spanischen Meisterschaft in der Saison 1928/29 wertete die regionalen Meisterschaften in Spanien zusehends ab, die meisten, so auch der Campeonato Centro, wurden 1940 abgeschafft. Lediglich die Copa Catalunya wird bis heute in veränderter Form ausgetragen. Rekordmeister des Campeonato Centro ist Real Madrid, mit insgesamt 23 Titeln.

## Liste der Meister
Aktueller Vereinsname in Klammer
| Saison  | Meister                                                |
| ------- | ------------------------------------------------------ |
| 1902/03 | Moderno FC (fusionierte 1904 mit Madrid FC)            |
| 1903/04 | Español FC                                             |
| 1904/05 | Madrid FC (Real Madrid)                                |
| 1905/06 | Madrid FC (Real Madrid)                                |
| 1906/07 | Madrid FC (Real Madrid)                                |
| 1907/08 | Madrid FC (Real Madrid)                                |
| 1908/09 | Español FC                                             |
| 1909/10 | Madrid FC (Real Madrid)                                |
| 1910/11 | Sociedad Gimnástica Española                           |
| 1911/12 | Sociedad Gimnástica Española                           |
| 1912/13 | Madrid FC (Real Madrid)                                |
| 1913/14 | Sociedad Gimnástica Española                           |
| 1914/15 | Racing Club Madrid                                     |
| 1915/16 | Madrid FC (Real Madrid)                                |
| 1916/17 | Madrid FC (Real Madrid)                                |
| 1917/18 | Madrid FC (Real Madrid)                                |
| 1918/19 | Racing Club Madrid                                     |
| 1919/20 | Madrid FC (Real Madrid)                                |
| 1920/21 | Athletic Club de Madrid (Atlético Madrid)              |
| 1921/22 | Real Madrid                                            |
| 1922/23 | Real Madrid                                            |
| 1923/24 | Real Madrid                                            |
| 1924/25 | Athletic Club de Madrid (Atlético Madrid)              |
| 1925/26 | Real Madrid                                            |
| 1926/27 | Real Madrid                                            |
| 1927/28 | Athletic Club de Madrid (Atlético Madrid)              |
| 1928/29 | Real Madrid                                            |
| 1929/30 | Real Madrid                                            |
| 1930/31 | Real Madrid                                            |
| 1931/32 | Madrid FC (Real Madrid)                                |
| 1932/33 | Madrid FC (Real Madrid)                                |
| 1933/34 | Madrid FC (Real Madrid)                                |
| 1934/35 | Madrid FC (Real Madrid)                                |
| 1935/36 | Madrid FC (Real Madrid)                                |
| 1936–39 | aufgrund des Spanischen Bürgerkriegs nicht ausgetragen |
| 1939/40 | Athletic Aviación (Atlético Madrid)                    |

### Titel nach Klub
| Klub                         | Titel |
| ---------------------------- | ----- |
| Real Madrid                  | 23    |
| Atlético Madrid              | 4     |
| Sociedad Gimnástica Española | 3     |
| Español FC                   | 2     |
| Racing Club Madrid           | 2     |
| Moderno FC                   | 1     |